# Florida Panhandle
The Florida Panhandle, også kendt som West Florida, er en geografisk region i den amerikanske stat Florida, liggende i statens nordvestlige del. Regionen er et smalt landområde mellem staten Alabama mod nord og vest, staten Georgia mod nord, og den Mexicanske Golf mod syd. Regionens østlige grænse er ikke fastdefineret, men delstatshovedstaden Tallahassee og i nogle tilfælde også Big Bend-området er inkluderet i the Florida Panhandle. Apalachicola-floden bruges ofte som østlig grænse i de snævreste definitioner.
Panhandle er et engelsk ord som betyder håndtaget på en stegepande. I overført betydning kan det også være en smal udragende del af en geopolitisk enhed, som for eksempel et land eller i dette tilfælde en delstat.

## Counties i regionen
De følgende counties ligger vest for Apalachicola-floden, og er altid inkluderet i the Florida Panhandle:
- Bay County
- Calhoun County
- Escambia County
- Gulf County
- Holmes County
- Jackson County
- Okaloosa County
- Santa Rosa County
- Walton County
- Washington County

De følgende counties ligger øst for Apalachicola-floden, men er ofte inkluderet i the Florida Panhandle:
- Franklin County
- Gadsden County
- Jefferson County
- Leon County
- Liberty County
- Madison County
- Wakulla County

## Større befolkningscentre
- Apalachicola
- Blountstown
- Callaway
- Cedar Grove
- Crestview
- De Funiak Springs
- Destin
- Fort Walton Beach
- Gulf Breeze
- Lynn Haven
- Marianna
- Milton
- Niceville
- Panama City
- Panama City Beach
- Pensacola
- Quincy
- Springfield
- Tallahassee
- Valparaiso